# I Kissed a Girl
I Kissed a Girl – utwór muzyczny amerykańskiej piosenkarki Katy Perry pochodzący z jej albumu One of the Boys (2008) i zarazem pierwszy promujący go singel. Powstał we współpracy z Łukaszem Gottwaldem, znanym także pod pseudonimem Dr. Luke i Maksem Martinem. Jest pop rockową piosenką z elementami muzyki elektronicznej; jej tekst dotyczy pocałunku dwóch kobiet. Piosenka przyczyniła się do wzrostu świadomości osób LGBT w muzyce pop.
Singel Perry odniósł duży sukces na całym świecie i był „numerem jeden” w kilkunastu krajach, między innymi Stanach Zjednoczonych i Wielkiej Brytanii. Uznawany za jeden z największych przebojów w karierze piosenkarki, nominowany do nagrody Grammy w kategorii Best Female Pop Vocal Performance, choć podzielił krytyków muzycznych: większość z nich chwaliła jego brzmienie, jednak część nieprzychylnie oceniła tekst. Do singla powstał teledysk, wyreżyserowany przez Kingę Burzę, który w 2008 roku uzyskał pięć nominacji MTV Video Music Awards.
Ze względu na swój charakter, piosenka zyskała dużo kontrowersji, m.in. ze strony środowisk chrześcijańskich, w których Perry była wychowywana przed wydaniem albumu przez zmianę stylu na odważny, jak i ze strony części środowiska LGBT z powodu „próby wywołania sensacji poprzez wykorzystywanie stereotypów związanych z biseksualnością”.

## Lista utworów i formaty
| #                | Tytuł                                       | Czas |
| ---------------- | ------------------------------------------- | ---- |
| Singel iTunes    |                                             |      |
| 1.               | "I Kissed a Girl" (Single version)          | 3:00 |
| Oficjalne wersje |                                             |      |
| *                | "I Kissed a Girl" (Single version)          | 3:00 |
| *                | "I Kissed a Girl" (Album version)           | 2:59 |
| *                | "I Kissed a Girl" (Dr. Luke remix)          | 3:31 |
| *                | "I Kissed a Girl" (Jason Nevins remix)      | 3:28 |
| *                | "I Kissed a Girl" feat. Mims (J-Kits remix) | 4:09 |
| *                | "I Kissed a Girl" (MR GASPAR remix)         | 5:38 |
| *                | "I Kissed a Girl" (Rock remix)              | 2:58 |

## Występy na żywo
Utwór znalazł się na liście Hello Katy Tour jako ostatnia, piętnasta piosenka. Singel został również wykonany jako pierwszy podczas pobytu w Nowym Jorku 22 lipca 2009 roku. Najpopularniejszym występem Perry z I Kissed a Girl było widowisko podczas 51 rozdania Nagród Grammy w 2009 roku. Piosenka została wykonana jedenasta, a sama piosenkarka była jedną z prowadzących.

## Teledysk
Premiera wideoklipu miała miejsce 16 maja 2008. Reżyserem teledysku jest Polka mieszkająca w Australii – Kinga Burza. Wideoklip obrazuje sen wokalistki, w którym głaszcze kota oraz tańczy i bawi się z innymi kobietami. Pod koniec teledysku Katy Perry budzi się, a obok niej w łóżku śpi tajemniczy mężczyzna. Wbrew tytułowi nie występują w nim sceny pocałunków osób tej samej płci.
Wideo było nominowane do MTV Video Music Awards2008 w kategorii Best Female Video.

## Sukcesy
I Kissed a Girl jest największym hitem Katy Perry w całej jej karierze. Singel obok Disturbii bliskiej przyjaciółki Rihanny był najgorętszym hitem lata 2008 roku. Piosenka okupowała najwyższe pozycje w USA, Kanadzie, Australii, na Wyspach Brytyjskich oraz w większości krajach Europy. W Kanadzie siedem razy pokrył się platyną, w Australii dwa razy, w USA trzy razy, a w Wielkiej Brytanii złotem.
Utwór przez 39 tygodni znajdował się na ogólnoświatowej liście najlepiej sprzedających się singli, 7 tygodni (6 z rzędu) okupował pierwszą pozycję. Ogólnie sprzedano ponad 8 milionów kopii singla.

## Pozycje na listach

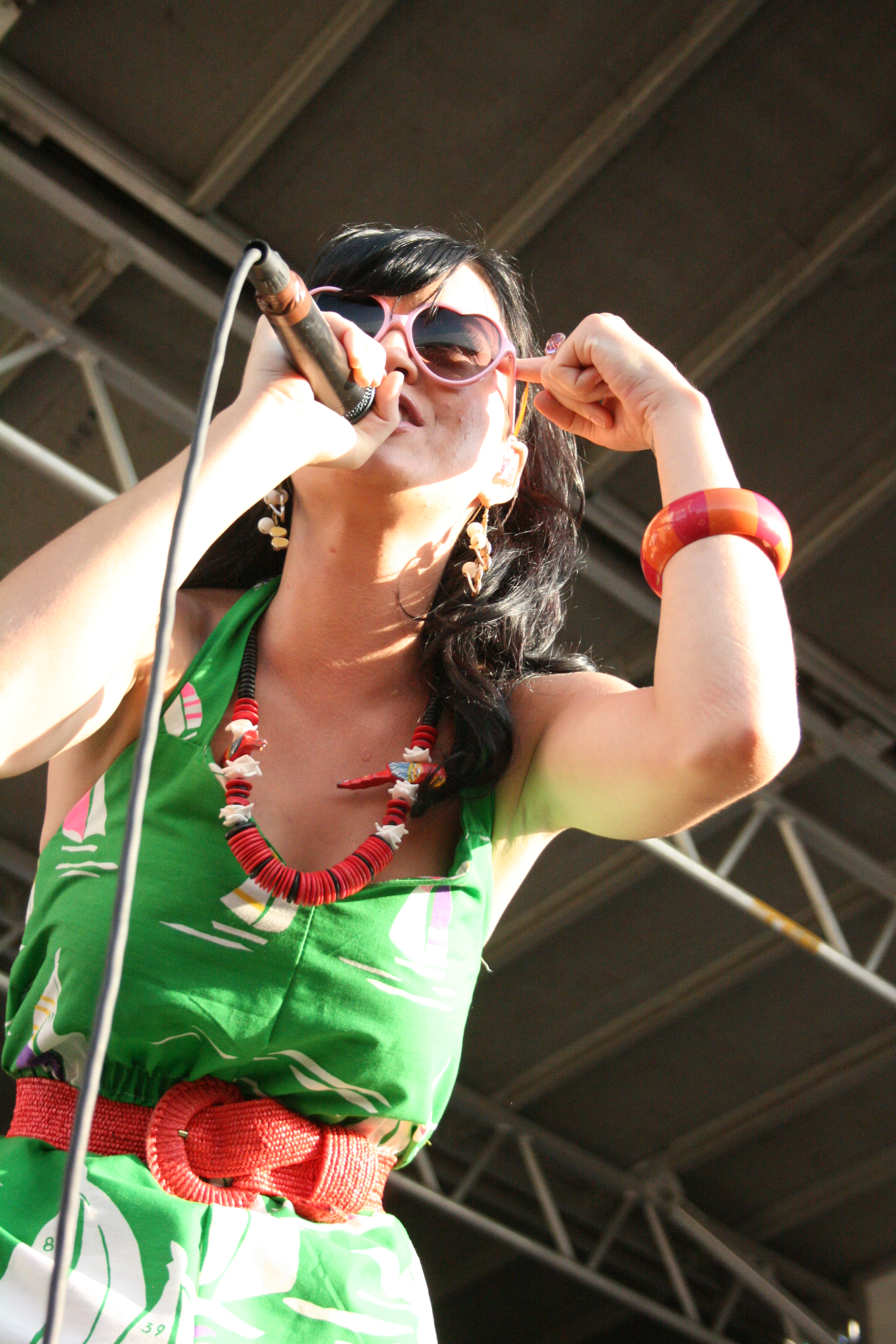
Perry wykonująca utwór w 2008 roku

| Państwo                                         | Najwyższa pozycja |
| ----------------------------------------------- | ----------------- |
| Australia - Australian ARIA Singles Chart       | 1                 |
| Austria – Austrian Singles Chart                | 1                 |
| Belgia – Belgian Singles Chart (Flandria)       | 1                 |
| Belgia – Belgian Singles Chart (Walonia)        | 3                 |
| Kanada – Canadian Hot 100                       | 1                 |
| Czechy – Czeski Airplay                         | 1                 |
| Dania - Danish Singles Chart                    | 1                 |
| Holandia – Dutch Singles Chart                  | 1                 |
| Finlandia – Finnish Singles Chart               | 4                 |
| Francja – French Singles Chart                  | 5                 |
| Niemcy – German Singles Chart                   | 1                 |
| Grecja - Greek Singles Chart                    | 1                 |
| Irlandia - Irish Singles Chart                  | 1                 |
| Włochy – Italian FIMI Singles Chart             | 1                 |
| Nowa Zelandia - New Zealand RIANZ Singles Chart | 1                 |
| Norwegia – Norwegian Singles Chart              | 1                 |
| Słowacja – Słowacki Airplay                     | 4                 |
| Hiszpania – Spanish Singles Chart               | 1                 |
| Szwecja – Swedish Singles Chart                 | 1                 |
| Szwajcaria - Swiss Singles Chart                | 1                 |
| Turcja – Turkey Top 20                          | 3                 |
| Wielka Brytania - UK Singles Chart              | 1                 |
| USA – Billboard Hot 100                         | 1                 |
| USA – Pop 100                                   | 1                 |

## Certyfikaty
| Kraj            | Certyfikat |
| --------------- | ---------- |
| Australia       | 2× Platyna |
| Austria         | Platyna    |
| Belgia          | Złoto      |
| Kanada          | 7× Platyna |
| Dania           | 3× Platyna |
| Francja         | Złoto      |
| Finlandia       | Platyna    |
| Niemcy          | Platyna    |
| Nowa Zelandia   | Platyna    |
| Szwajcaria      | Platyna    |
| Szwecja         | Platyna    |
| Wielka Brytania | Złoto      |
| USA             | 3× Platyna |

## Historia wydania
| Region          | Data          | Format                               |
| --------------- | ------------- | ------------------------------------ |
| USA             | 6 maja 2008   | Singel CD, digital download, Airplay |
| Australia       | 19 lipca 2008 | Singel CD, digital download, Airplay |
| Wielka Brytania | 30 lipca 2008 | Singel CD, digital download, Airplay |
| Europa          | 11 lipca 2008 | Singel CD, digital download, Airplay |